# Parafia bł. Wincentego Kadłubka w Jędrzejowie
Parafia błogosławionego Wincentego Kadłubka w Jędrzejowie – parafia rzymskokatolicka w Jędrzejowie. Należy do dekanatu jędrzejowskiego diecezji kieleckiej. Została erygowana przez bpa Augustyna Łosińskiego 19 lipca 1913 przy klasztorze Cystersów. Od 23 września 1945 jest obsługiwana przez ten zakon. Mieści się przy ulicy Klasztornej.